# Captură de ecran

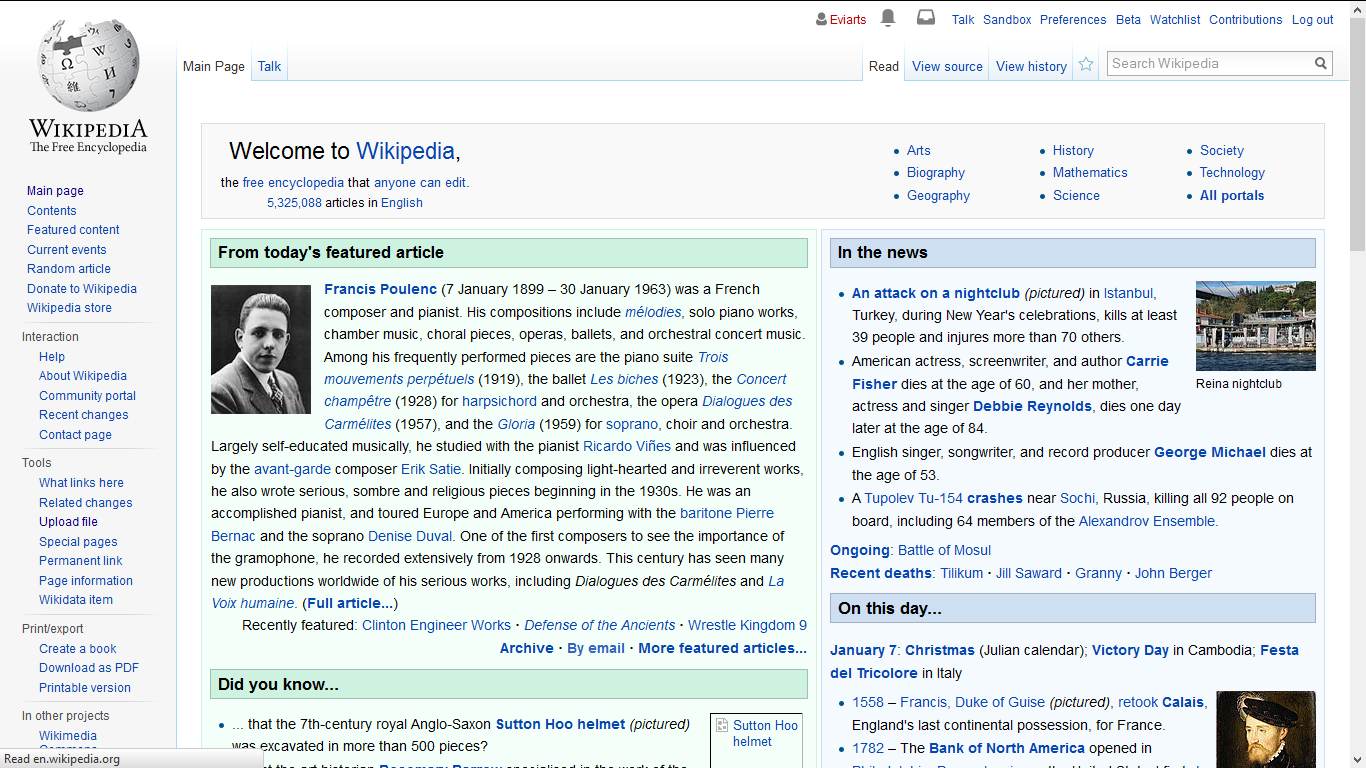
O captură de ecran a paginii principale a Wikipedia în ianuarie 2017

O captură de ecran este o imagine realizată prin intermediul unui computer sau a unui smartphone pentru a captura elementele vizibile pe ecranul monitorului sau pe alt dispozitiv de ieșire vizuală. Este în general o imagine digitală luată de sistemul de operare sau de aplicații, fiind executată în computer sau în telefon.
Capturile de ecran sunt adesea folosite pentru a ilustra și/sau explica vreun program, vreo anumită problemă pe care o poate avea vreun utilizator sau, mai general, atunci când ceea ce apare pe ecran trebuie arătat altora sau arhivat.
Modul obișnuit de a face o captură de ecran pe un computer este apăsând tasta PrintScreen (uneori numită PrtScn sau alte variante în alte limbi) situată în partea dreaptă sus a tastaturii. Depinzând de sistemul de operare sau de mediul desktop, procesul de capturare poate varia:

## Linux
- Pe sistemele cu mediu KDE sau GNOME, funcționalitatea este implementată de un program special care face parte din suita grafică și care este configurat implicit să pornească prin accesul la hotkey-ul PrintScreen. În KDE, utilitarul implicit este Spectacle, iar în GNOME este GNOME Screenshot; ele sunt însă agnostice față de mediul grafic, și pot fi folosite și în afara mediilor respective; există și alte utilitare, cum ar fi FlameShot, iar fiecare utilizator își poate configura altul.
- Pe Android, începând cu versiunea 3.0 Honeycomb (sistem de operare doar pentru tablete) este posibil să realizăm captură de ecran selectând opțiunea din bara de jos, deoarece versiunea 4.0 Ice Cream Sandwich se face prin apăsarea concomitentă pentru câteva secunde a butoanelor de reducere a volumului și de pornire (poate varia în funcție de dispozitiv și de marcă).

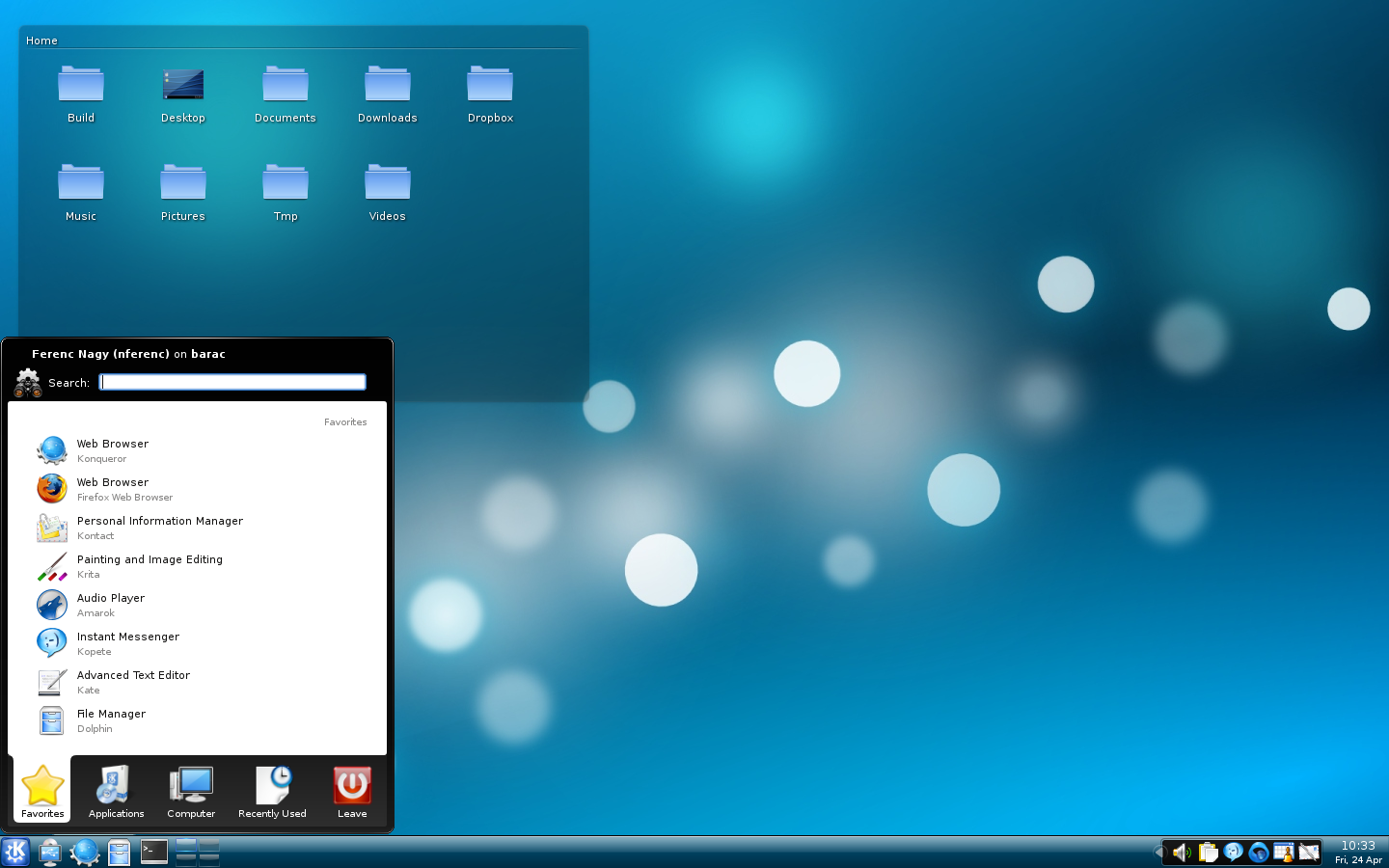
Captură de ecran în sistemul operativ Kubuntu
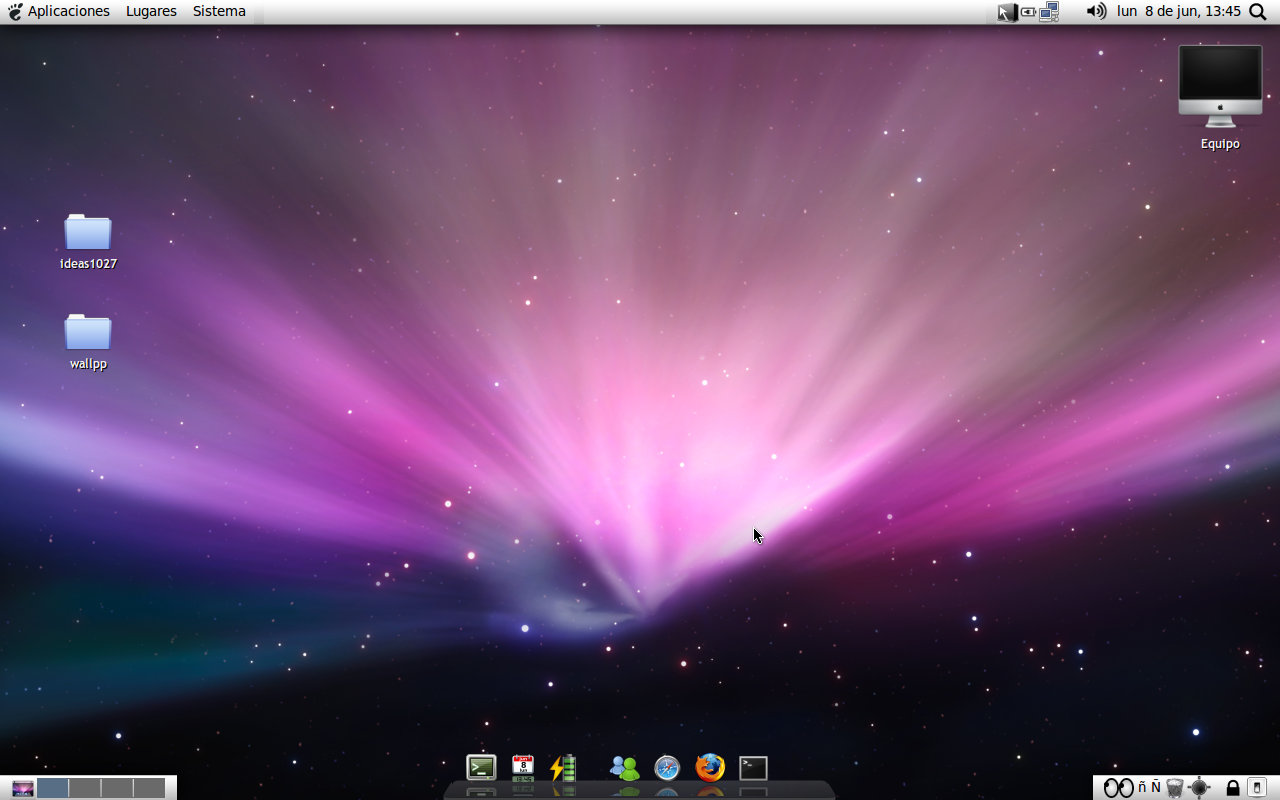
Captură de ecran Ubuntu în stil Mac OS

## Mac
- Pe sistemele Mac OS, apăsarea tastelor ⌘ Command+⇧ Shift+3 are ca rezultat o captură de ecran care este salvată pe desktop.
- Cu ⌘ Command+Opción+⇧ Shift+3 este salvat în clipboard și poate fi lipit ulterior într-un document.
- Aceleași combinații cu tasta 4 (în loc de 3) în loc să salveze întregul ecran, permite selectarea părții de interes cu ajutorul mouse-ului.

## Windows
- Pe sistemele Microsoft Windows imaginea este stocată în clipboard. Prin urmare, pentru a obține captura de ecran va fi necesar să lipiți conținutul clipboard-ului (într-un procesator de text sau alte programe office) sau să utilizați un editor de imagini (cum ar fi Microsoft Paint) pentru a-l modifica și a-l salva. În acest fel, ulterior, fișierul poate fi tratat ca un fișier independent. Dacă, pe lângă apăsarea tastei Impr Pant, apăsați tasta Alt, obțineți o captură de ecran a ferestrei care este activă în acel moment în locul unei imagini a întregului desktop.

- În Windows 7, acum este posibilă realizarea capturilor de ecran folosind programul „Snipping”, care este instalat implicit. Windows 7 are și aplicația „User Action Recording” (psr) [1] care permite înregistrarea unei capturi de ecran de fiecare dată când utilizatorul apasă un buton al mouse-ului.
- În Windows 8 funcția de capturare este îmbunătățită, prin apăsarea tastelor Windows+Impr Pant sau Windows+Pet Sis se obține o captură de ecran care se salvează automat, creând un folder numit „Capturi de ecran” în folderul „Imagini”. Unde capturile de ecran vor lua numele „Captură de ecran”, cu o numerotare consecutivă implicită „(#)” și un format „.png”, rezultând numele „Captură de ecran (#).png”.
- În Windows RT, trebuie să țineți apăsat butonul „Windows”, situat sub ecran. În același timp, apăsați butonul „Reducere volum” din partea stângă a tabletei. Ecranul ar trebui să dispară timp de o secundă pentru a indica faptul că a fost făcută o captură. Imaginea este salvată în biblioteca Imagini, într-un folder nou numit „Capturi de ecran”.
- În Windows Phone 8, indiferent dacă telefonul mobil este blocat sau nu, trebuie să apăsați simultan butoanele Windows+Power (Power+VOL + în cazul în care tasta Windows este ascunsă de ecran). Capturile sunt salvate la dimensiunea lor originală în aplicația de fotografii, în cadrul albumului „Imagini”.
- În Windows 10 este posibilă utilizarea evoluțiiei instrumentului „Snipping” apăsând Windows+⇧ Shift+S. Puteți selecta între modurile: ecran complet, fereastră, decupare dreptunghiulară sau decupare în formă liberă. Captura va fi copiată automat în clipboard, dar va apărea și o notificare care, dacă se dă clic, va deschide un editor de imagini care ne va permite să o retușăm ușor, precum și să o salvăm.

## Screencast
Un alt tip de capturi sunt acelea care colectează un mare număr de capturi de ecran consecutive și înregistrează, de asemenea, intrare de audio, rezultând un fișier video ca „peliculă” care ne permite să experimentăm vizionarea ecranului monitorului ca și cum ne-am fi aflat în fața lui. Acest lucru este cunoscut sub numele de screencast.